# Abdusamet Yigit
Abdusamet Yigit (Cizre, 1978) è uno scrittore curdo che vive in Norvegia.

## Biografia
È nato nel villaggio di Xirabê Sosina Nisebin nel nord del Kurdistan. Ha studiato storia e filosofia ed è autore di diversi libri sull'epica curda, con descrizioni di cultura, storia, religione, tradizione e mitologia curda, fondamentali per la cultura curda moderna. Scrive in kurmanji, un dialetto curdo. Il suo primo libro, Feqiye Teyran, è un romanzo sul filosofo curdo Feqiyê Teyran.

## Opere
- Feqiyê Teyran 1., 2009, Han, Berlin
- Feqiyê Teyran 2., 2014, Soran, Berlin, ISBN 978-39816686-9-9
- Feqiyê Teyran 3., 2015, soran, Berlin, ISBN 978-39816686-9-7
- Feqiyê Teyran 4., 2015, soran, Berlin, ISBN 978-39816686-9-6
- Destana Kawayê Hesinger, 2009, Han, Berlin ISBN 978-3-942735-01-8
- Şahmaran, 2011, Han, Berlin ISBN 978-3-942735-00-1
- Êlî Herîrî, 2011, Han, Berlin ISBN 978-3-942735-16-2
- Çîroka Keçelok 1., 2012, Han, Berlin ISBN 978-3-942735-24-7
- Çîrokên Keçelok 2., 2015, ISBN 978-39816686-9-8
- Çîrokên Keçelok 3., 2015, ISBN 978-39816686-9-0
- Destana Dewrêşê Ewdî, 2012, Han, Berlin.
- Qiyakser, 2013, Han, Berlin ISBN 978-3-942735-35-3
- Melayê Cizirî, 2013, Han, Berlin, ISBN 978-3-940997-34-6
- Di xeta dîroka kurdistanê de philosophie û pêşketina zimanê kurdî, 2013, ISBN 978-3-940997-38-4
- Zerdeştê kal, 2013, ISBN 978-3-940997-09-8
- Li ser bûna jîra jîrê, 2013, ISBN 978-3-942735-33-9
- Di sedsale 21'ê de şoreşa kurd: rojava, 2013, ISBN 978-3-940997-27-2
- Jîyan di bin roja Mîtra de dimeşê, 2014, ISBN 978-3-942735-20-9
- Kobanî, Stalîngrada kurdan-Berxwedana Kobanê ya dîrokî, 2014 ISBN 978-3-9816686-7-4
- Li ser rastî û ´pêvajoya çareserîyê´ li Kurdistanê[2], 2014
- Li ser rastî, dîrok û philosophieya Yazdan[3], 2014
- Li ser dîroka philosophieya Îdealîsmê, 2014 ISBN 978-3-9816686-9-8
- Li ser têgîna Estetîsmê, 2015
- Destana Hemê Zerê, 2015, ISBN 978-39816686-9-1
- Evîna dilên biçûk(Petits coeurs l'amour), 2015, Soran, Berlin, ISBN 978-39816686-9-5